# Croix de Bleyssoles
La croix de Bleyssoles ou crotz de Bleissòl en occitan (aussi Bleyssol et anciennement Blaysols sur la carte de Cassini) est un monument datant du XVe siècle situé près de Vabre-Tizac, dans le département de l'Aveyron, en France. Cette croix est l'un des seuls vestiges du village d'origine de Bleyssoles, aujourd'hui un lieu-dit, faisant partie de la commune du Bas Segala.

## Description
Il s'agit d'une croix sculptée de calcaire d'environ 2 mètres de haut surplombant un autel rectangulaire (L:1,50 × l:1,30 × h:0,70). 

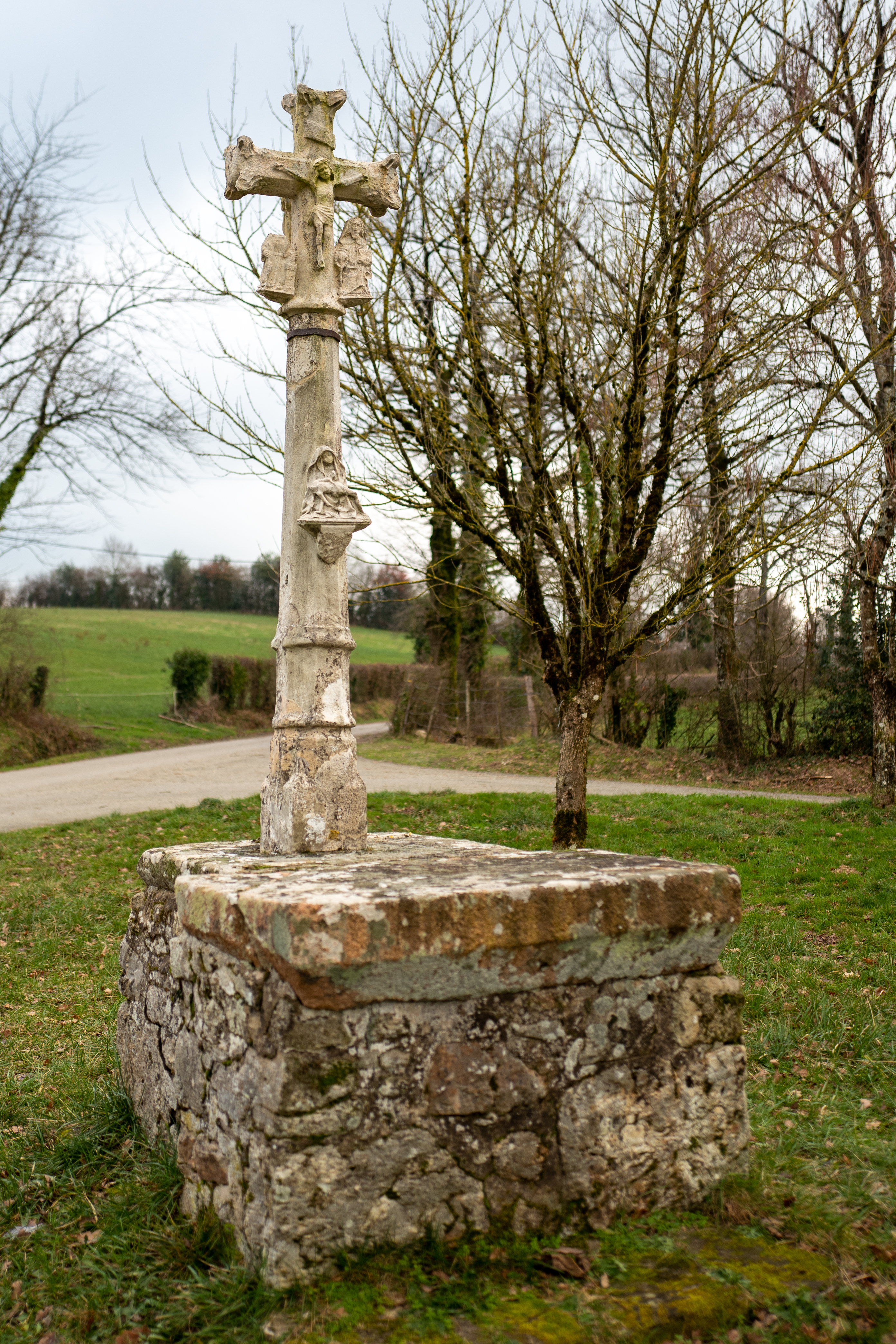
Face du monument.
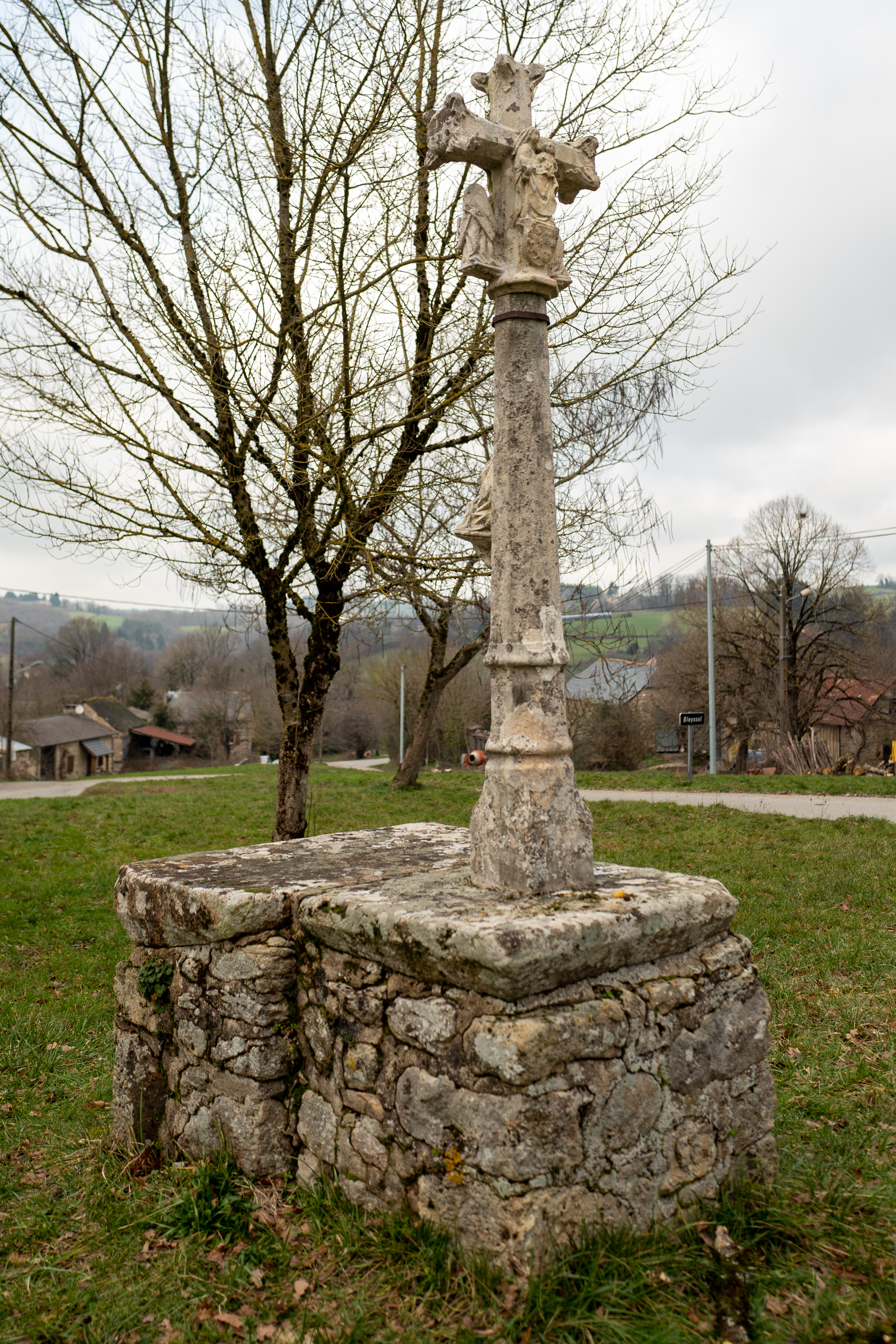
Dos du monument.

Sur la face qui regarde l'autel est représenté le Christ sur la croix. En dessous des bras de la croix, à droite, se trouve saint Antoine, et sainte Barbe à gauche. Au milieu du fût octogonal mouluré de la croix se trouve une pietà, supportée par des armoiries sculptées sur un écu, figurant un lion rampant à gauche et une croix à droite. Aux extrémités de la hampe et de la traverse, la décoration se compose de choux frisés et d'éléments feuillagés,. 

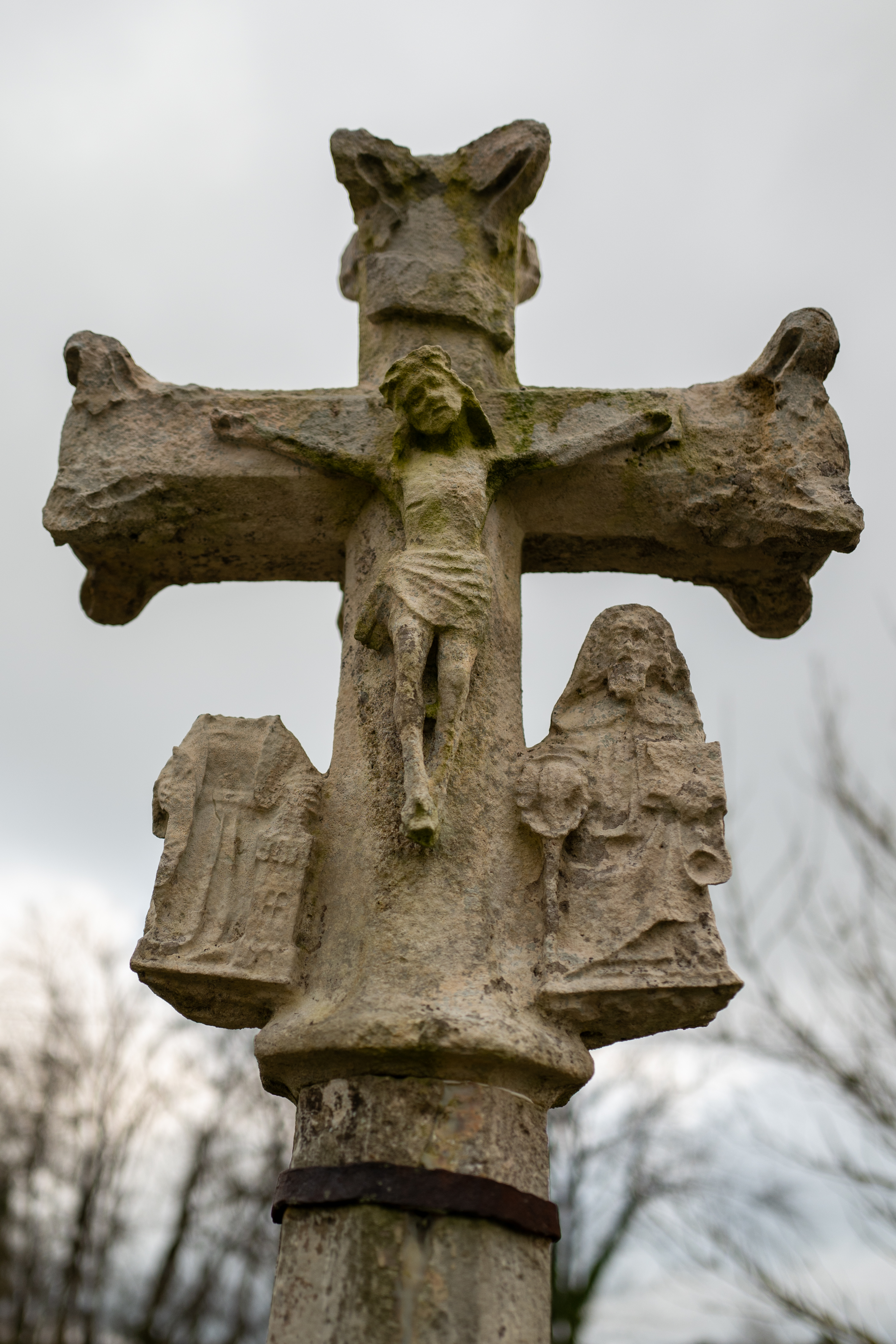
Christ en croix surplombant saint Antoine et sainte Barbe (face).
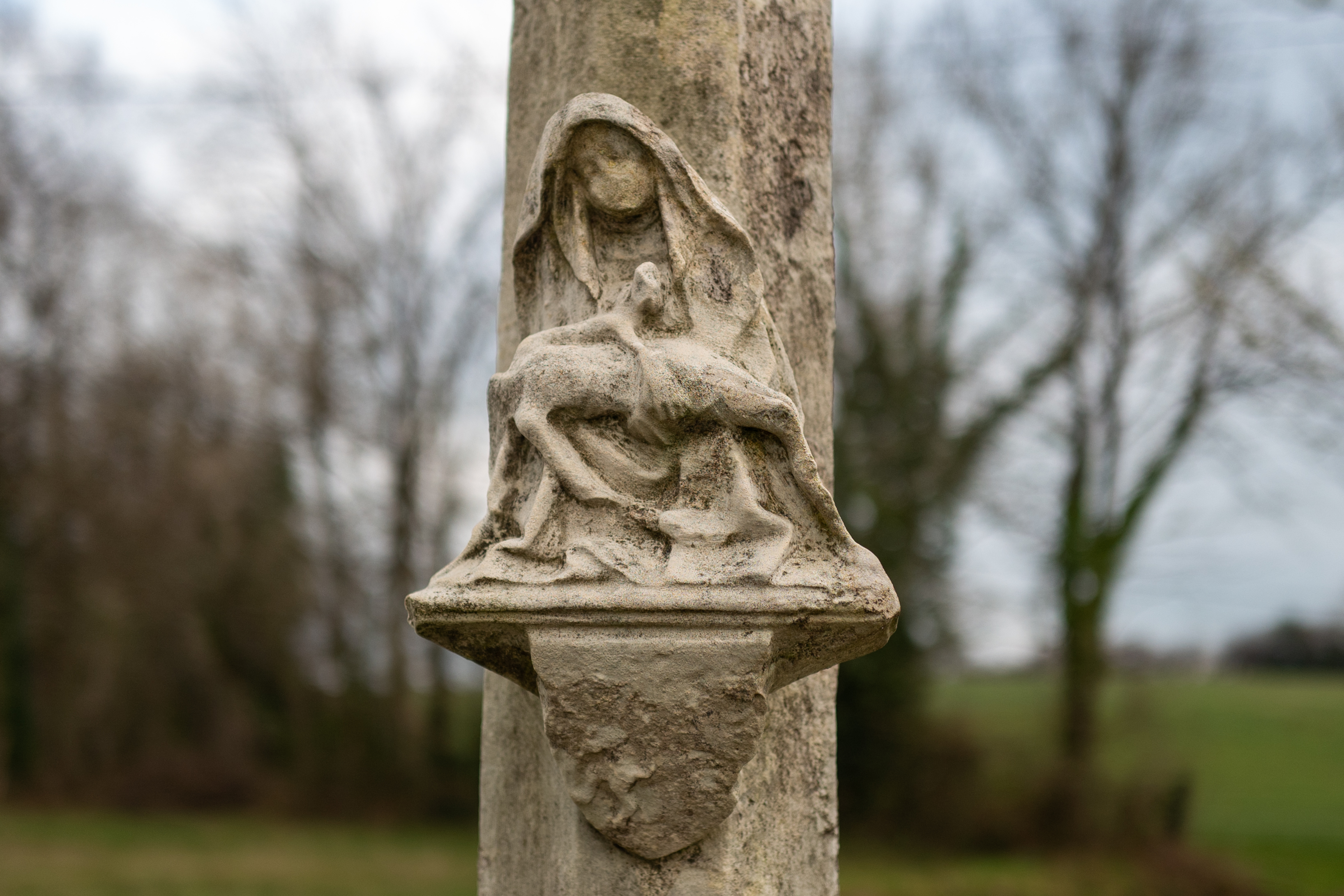
Pietà (face).
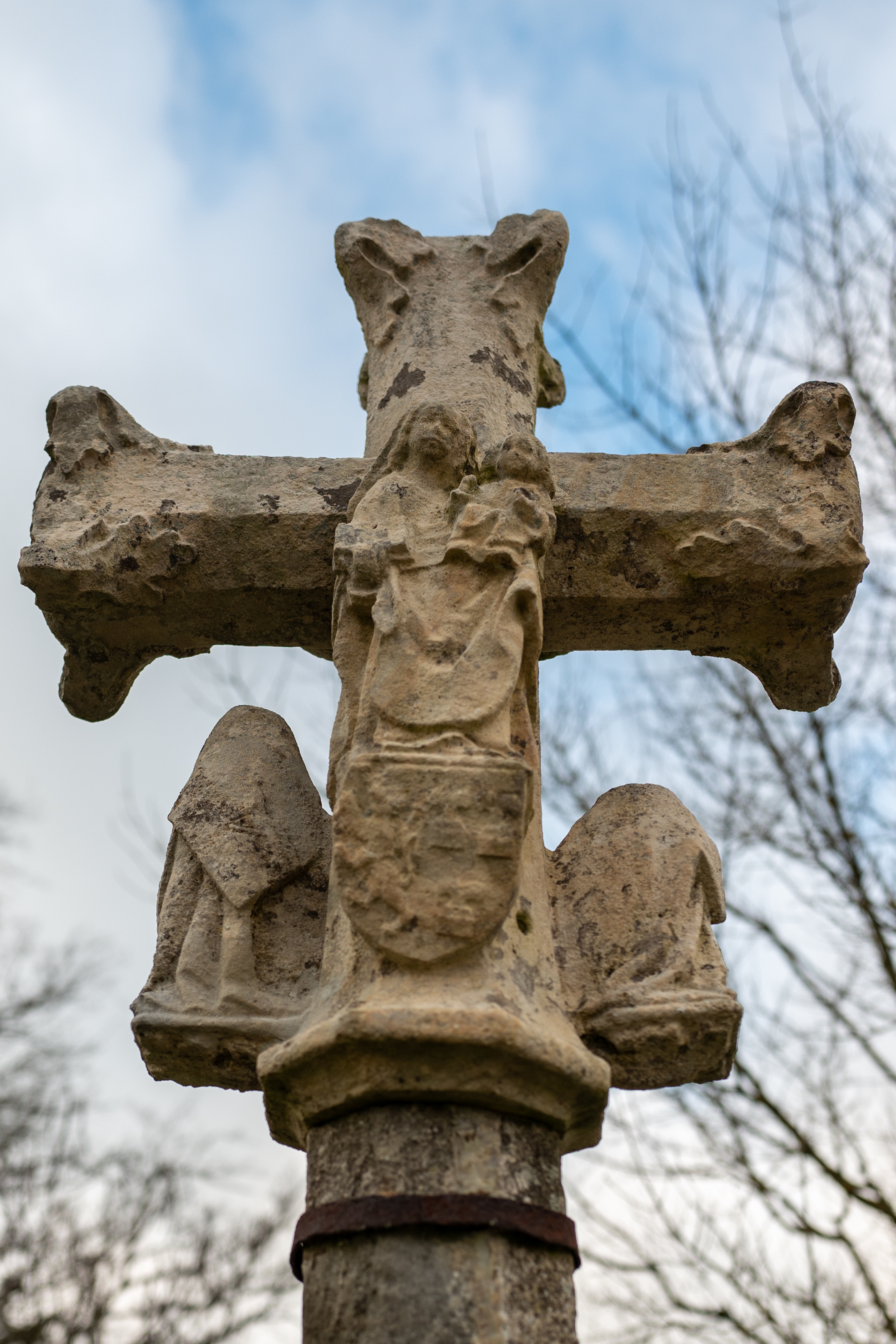
Vierge à l'Enfant surplombant les armes de la famille Morlhon (dos).

Sur la face opposée se trouve une Vierge à l'Enfant surplombant les armes des Morlhon, une puissante et très ancienne famille du Rouergue, dont le blason atteste que la croix fut construite à la suite d'une donation seigneuriale.
La croix est dans un assez bon état compte tenu de son ancienneté, sauf la tête d'une des statuettes manquante (sainte Barbe) ainsi que celle du Christ de la pietà.

## Localisation
La croix de Bleyssoles est située sur la commune du Bas Segala, anciennement Vabre-Tizac, dans le département français de l'Aveyron, sur le patus du lieu-dit de Bleyssoles, au carrefour de plusieurs chemins ruraux, dans le haut du couderc du village.

## Historique

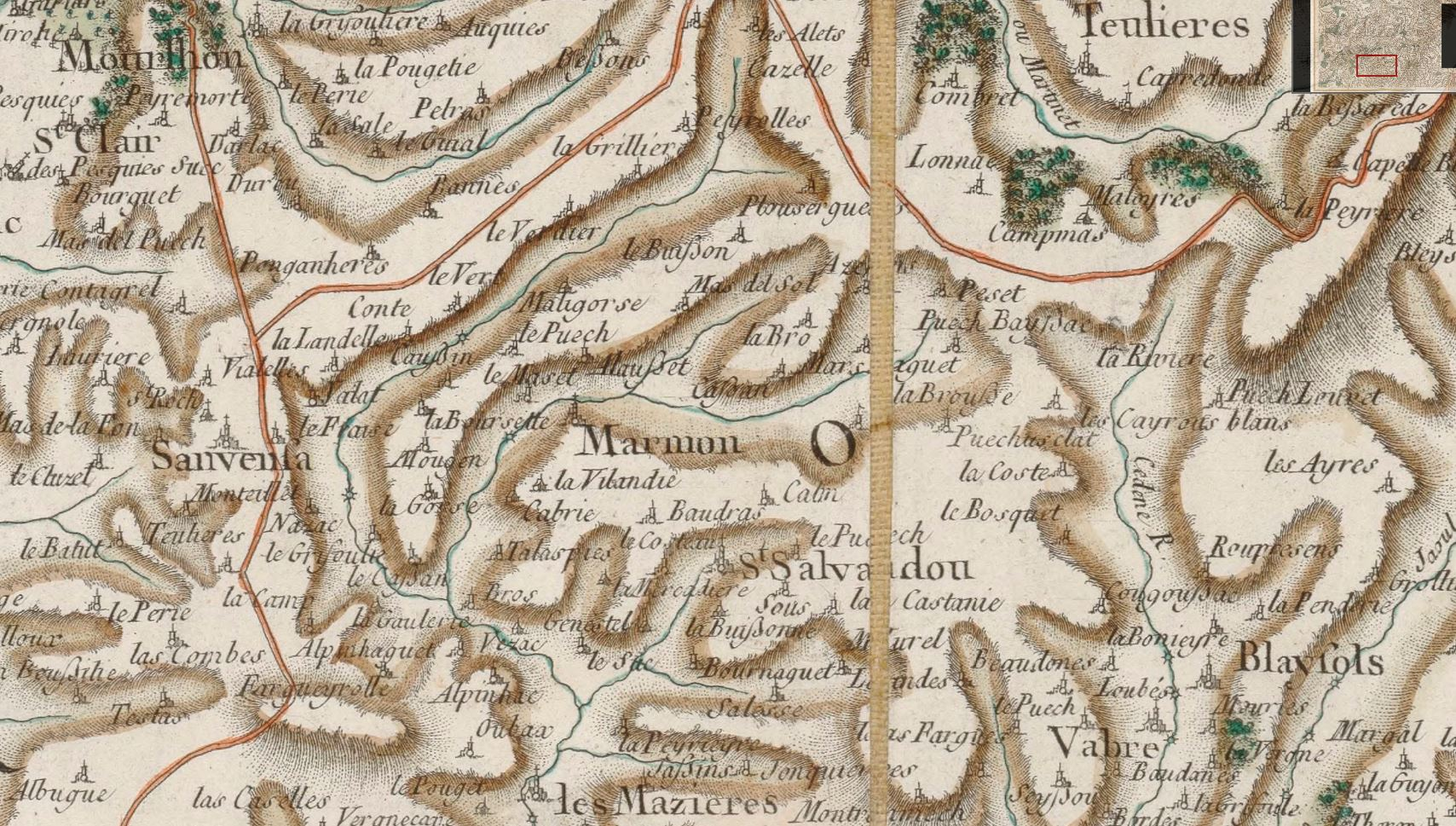
Extrait de l'Aveyron établie sous la direction de César-François Cassini de Thury durant la seconde moitié du XVIIIe siècle.

Selon les monuments historiques, la Croix de Bleyssoles est datée entre le XVe siècle et le début du XIVe siècle à Bleyssol, petit prieuré de Saint-Clair, qui ne comprenait alors que deux villages et quelques fermes isolées, et fut supprimé avant la Révolution. L'église fut reconstruite vers 1460. 
La carte de Cassini pour la région de Rodez (ci-contre) fait état de l'église de Bleyssoles (Blaysols, en bas à droite, à proximité de Vabre).  
En haut à gauche figure la commune de Mourlhon (aujourd'hui Morlhon) dont les armoiries de la famille de Morlhon apparaissent sur la Croix de Bleyssoles.

## Tradition et folklore
La tradition était d'effectuer un pèlerinage à la croix de Bleyssol pour obtenir la pluie.
Chaque année, le 12 août; un office en plein air y est célébré.

## Classement et entretien
L'édifice est classé au titre des monuments historiques depuis 1923.
En 2019, dans le cadre du programme d'entretien des Monuments Historiques Classés, la commune du Bas Ségala a fait procéder au nettoyage de la Croix de Bleyssol.

## Galerie de photos

Croix de Bleyssoles (avant restauration de 2019)
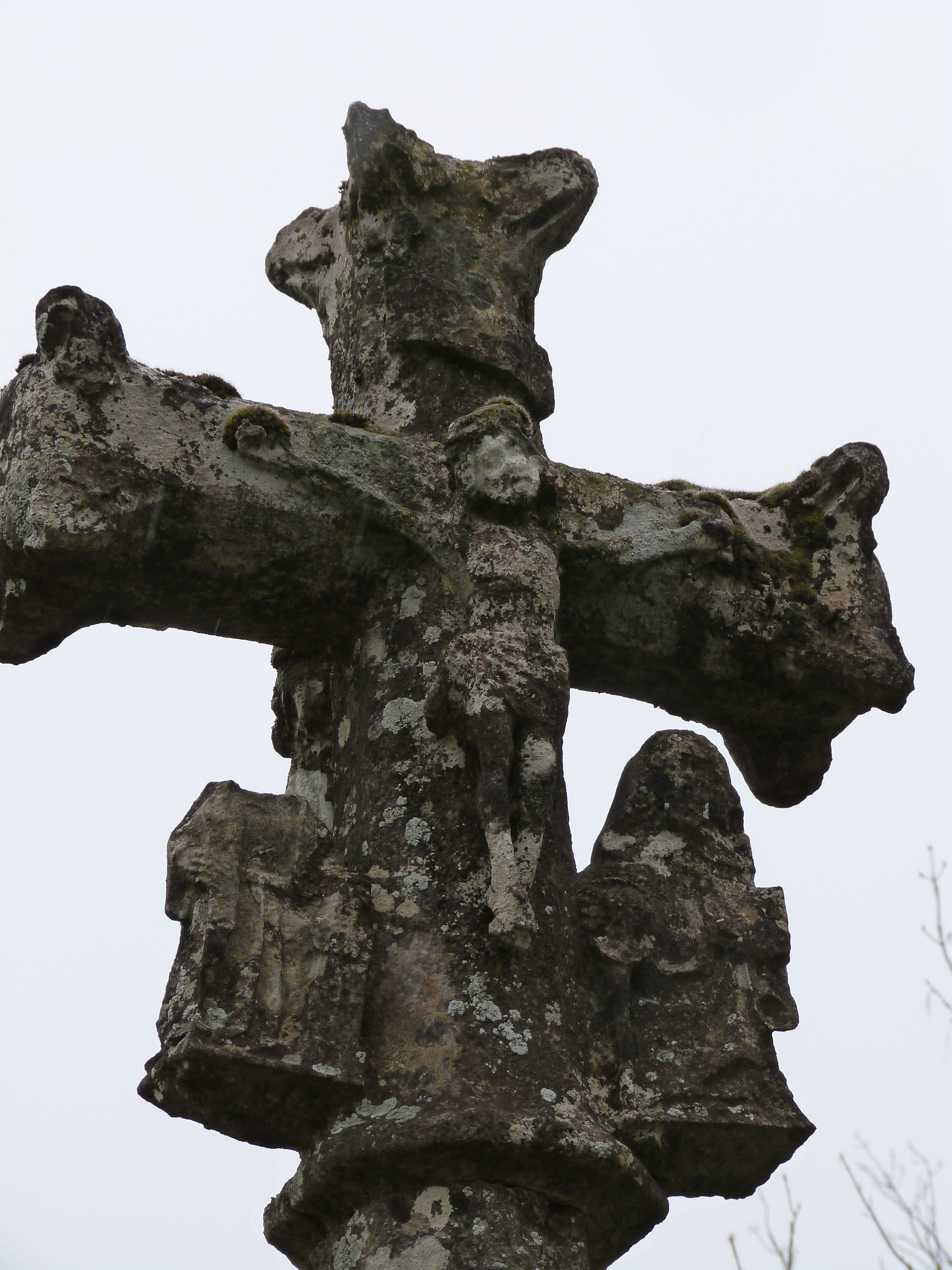
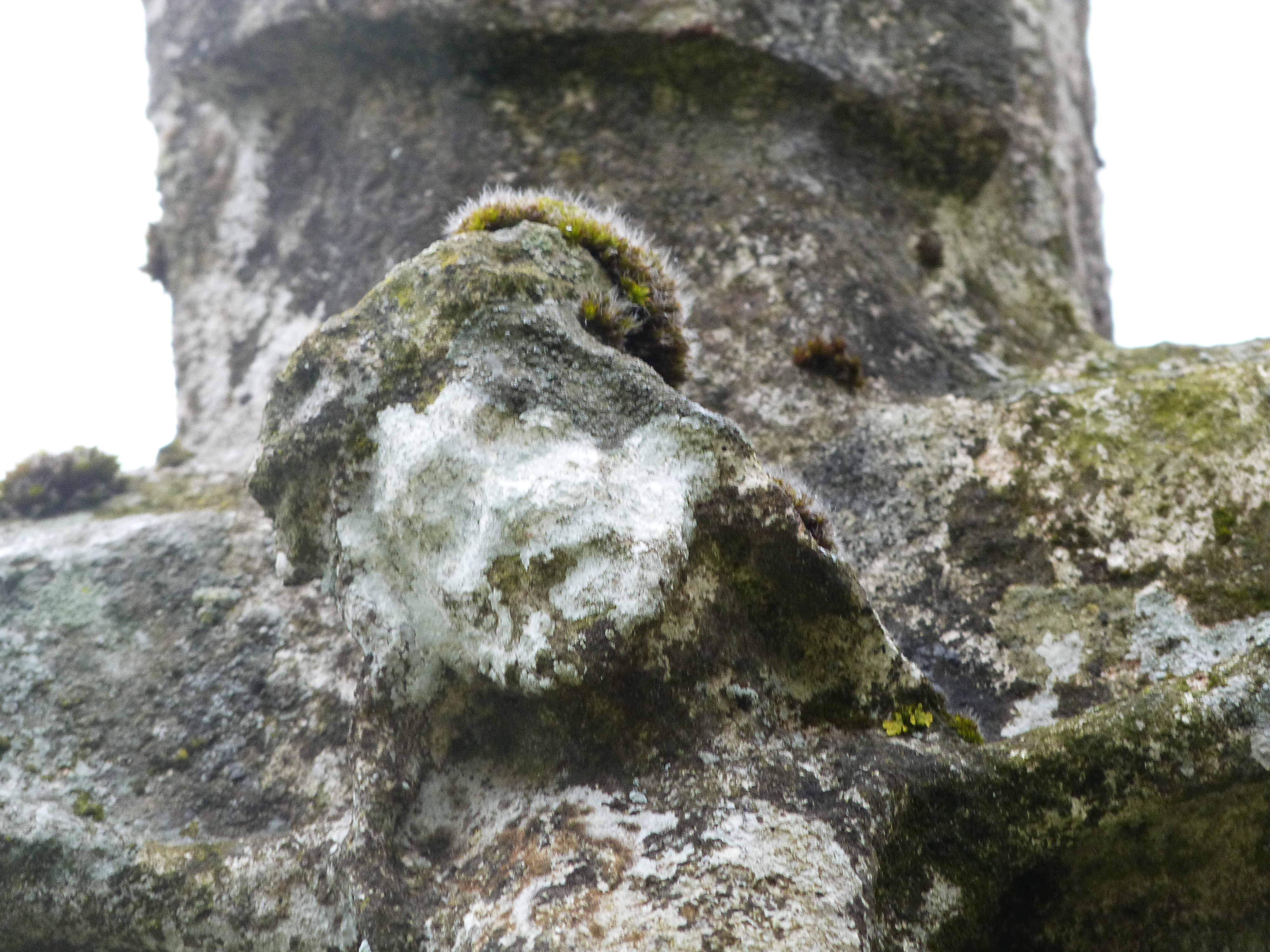
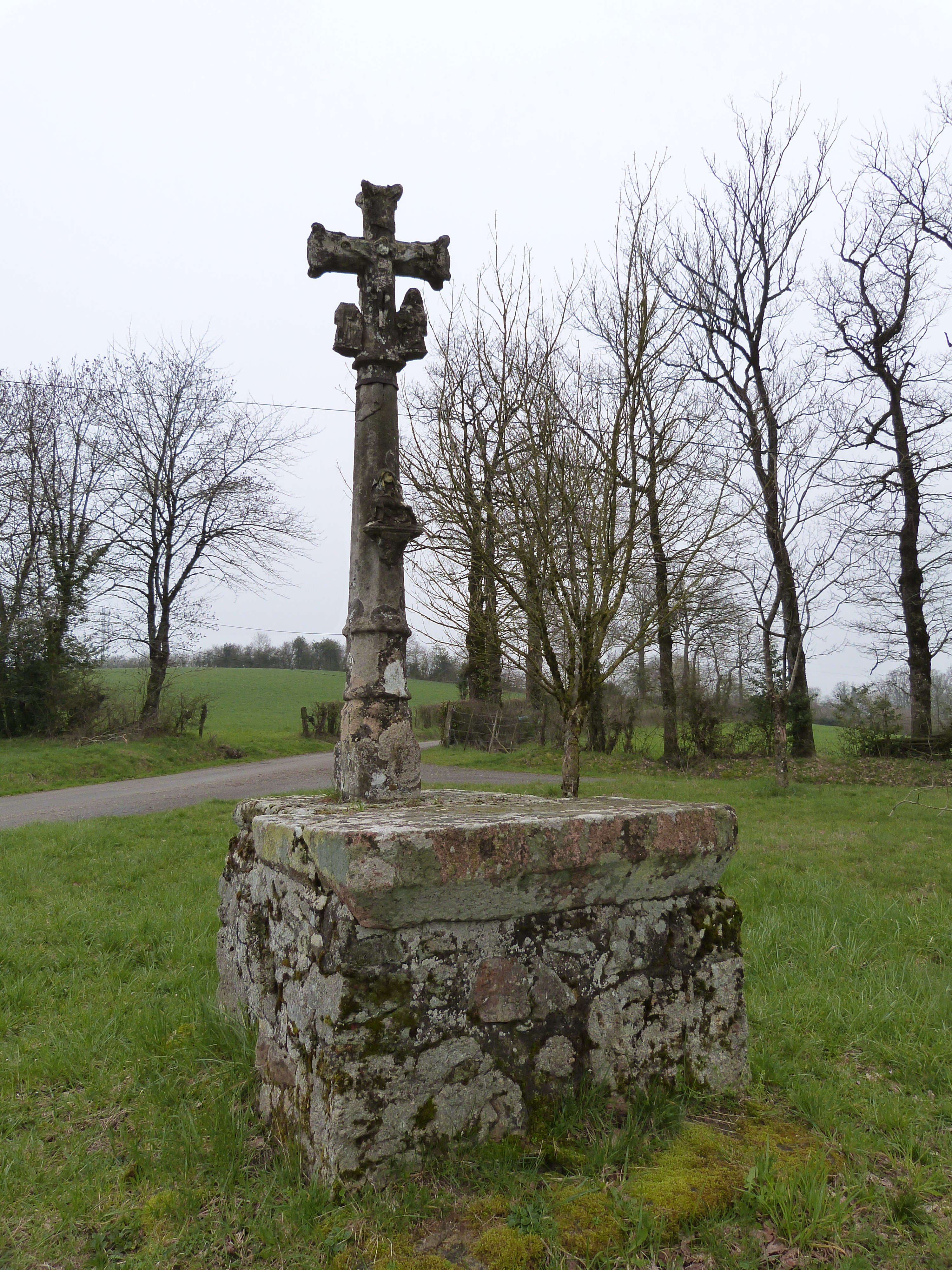
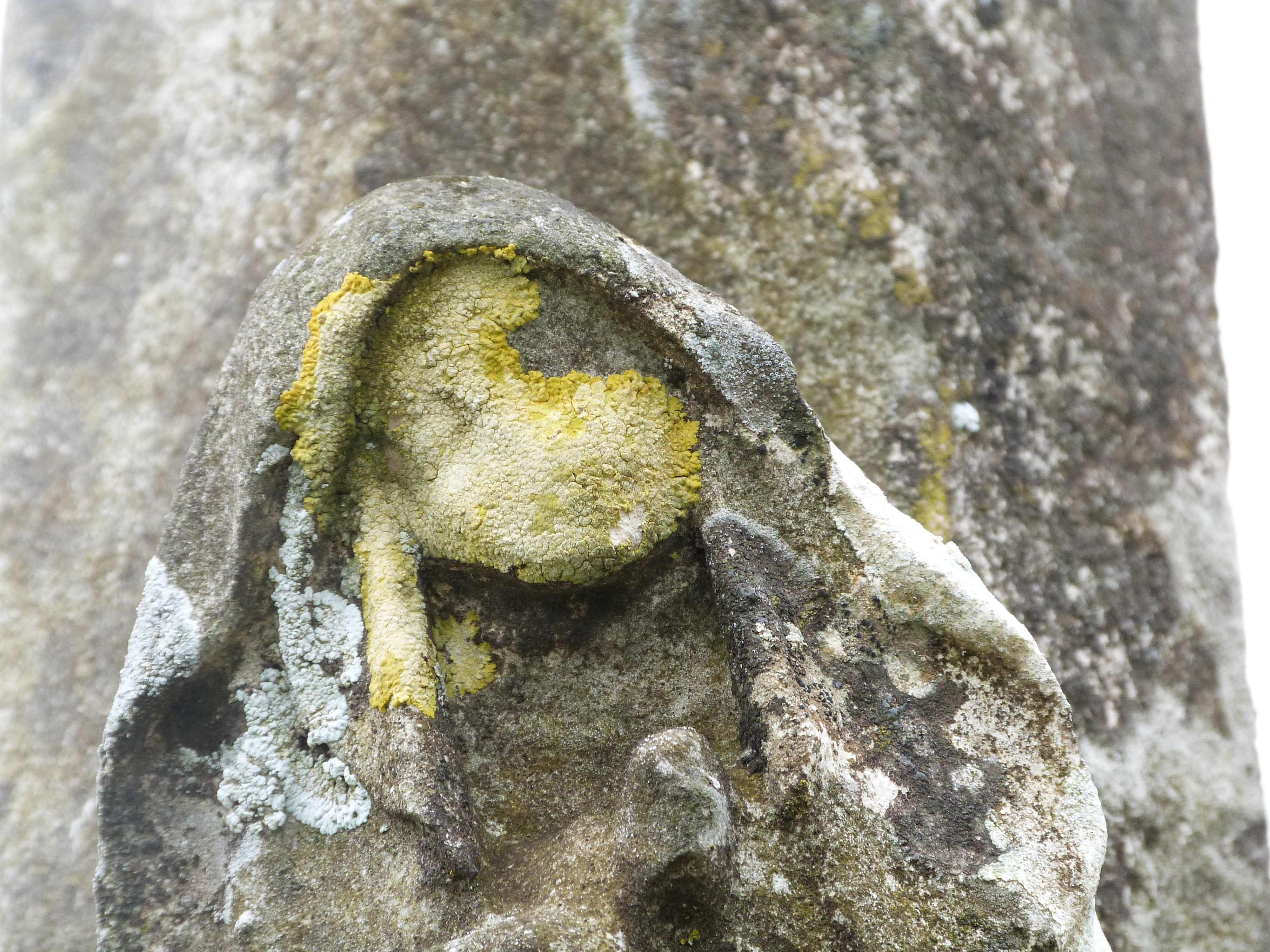
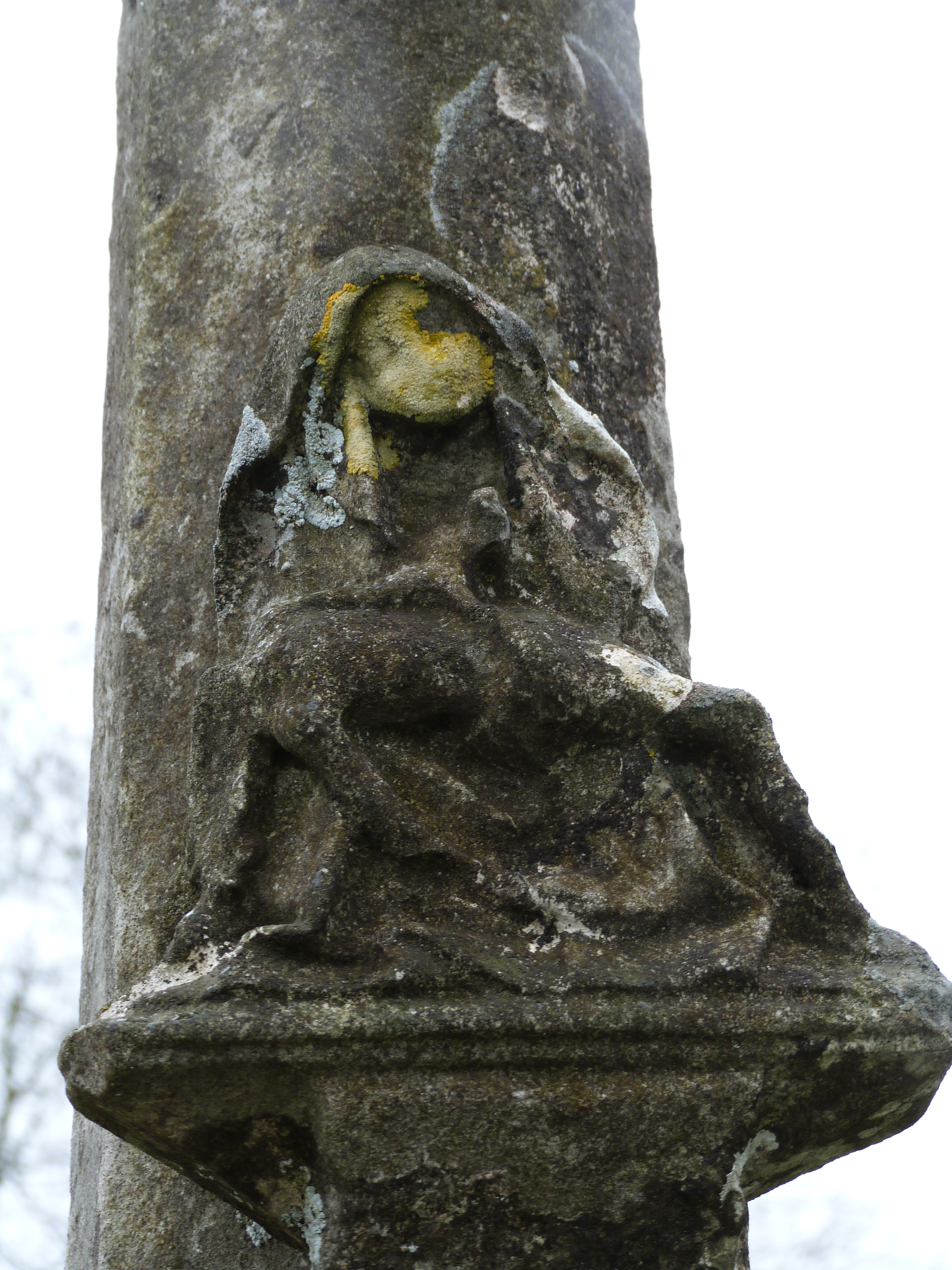